# Вальент, Мартин
Мартин Вальент (словац. Martin Valjent; род. 11 декабря 1995, Дубница-над-Вагом, Поважска-Бистрица) — словацкий футболист, защитник клуба «Мальорка» и сборной Словакии. Участник чемпионата Европы 2020.

## Клубная карьера
Вальент — воспитанник клуба «Дубница». В 2012 году он дебютировал в чемпионате Словакии за основной состав. Летом 2013 года Вальент перешёл в итальянскую «Теранану». 28 сентября в матче против «Варезе» он дебютировал в итальянской Серии B. В 2015 году в поединке против «Кальяри» Мартин забил свой за «Тернану». Летом 2017 года Вальент перешёл в «Кьево», но был оставлен в аренде ещё на сезон в «Тернане».
Летом 2018 года Мартин на правах аренды перешёл в испанскую «Мальорку». 31 августа в матче против «Алькоркона» он дебютировал в Сегунде. По итогам сезона Вальент помог команде выйти в элиту, а клуб выкупил трансфер игрока на 1,5 млн. евро. 17 августа 2019 года в матче против «Эйбара» он дебютировал в Ла Лиге. По окончании сезона клуб вылетел из элиты, но Вальент остался в команде. 3 октября 2020 года в поединке против «Тенерифе» Мартин забил свой первый гол за «Мальорку». По итогам сезон он вновь помог клубу выйти в элиту. В феврале 2021 года продлил контракт с клубом до середины 2025 года.

## Международная карьера
В 2017 году в составе молодёжной сборной Словакии Вальент принял участие в молодёжном чемпионата Европы в Польше. На турнире он сыграл в матчах против команд Польши и Англии. В поединке против поляков Мартин забил гол.
4 июня 2018 года в товарищеском матче против сборной Марокко Вальент дебютировал за сборную Словакии.
В 2021 году Вальент принял участие в чемпионате Европы 2020. На турнире он был запасным и на поле не вышел. 